# Mill Brook (dopływ Lake Charlotte)
Mill Brook – strumień (brook) w kanadyjskiej prowincji Nowa Szkocja, w hrabstwie Halifax, płynący w kierunku wschodnim i uchodzący do jeziora Lake Charlotte; nazwa urzędowo zatwierdzona 14 października 1921.